# SCGB2B2
SCGB2B2 (англ. Secretoglobin family 2B member 2) – білок, який кодується однойменним геном, розташованим у людей на довгому плечі 19-ї хромосоми. Довжина поліпептидного ланцюга білка становить 96 амінокислот, а молекулярна маса — 10 563.
| 10         |  | 20         |  | 30         |  | 40         |  | 50         |
| ---------- |  | ---------- |  | ---------- |  | ---------- |  | ---------- |
| MRVTSATCAL |  | LLALICSVQL |  | GDACLDIDKL |  | LANVVFDVSQ |  | DLLKEELARY |
| NPSPLTEESF |  | LNVQQCFANV |  | SVTERFAHSV |  | VIKKILQSND |  | CIEAAF     |

A: Аланін

C: Цистеїн

D: Аспарагінова кислота

E: Глутамінова кислота

F: Фенілаланін

G: Гліцин

H: Гістидин

I: Ізолейцин

K: Лізин

L: Лейцин

M: Метіонін

N: Аспарагін

P: Пролін

Q: Глутамін

R: Аргінін

S: Серин

T: Треонін

V: Валін

Секретований назовні.